# Bundesstraße 277a
Pour les articles homonymes, voir Route 277.
La Bundesstraße 277a est une ancienne Bundesstraße dans le Land de Hesse.

## Géographie
La B 277a était parallèle à la Bundesstraße 277 entre Aßlar et Wetzlar dans le centre de la Hesse, traversant la Dill.
La B 277a reliait la B 277 à la Bundesstraße 49 (près de Wetzlar-Dalheim) et le nouveau parc industriel de Wetzlar-Dillfeld, en même temps c'est la seule voie de desserte de l'échangeur autoroutier de Wetzlar (A 45 et A 480). Elle remplissait la fonction de contournement ou de desserte des A 480 et B 49, plutôt qu'une fonction de transit national.
Vers 1997, la B 277a est rebaptisée B 277, après que la parallèle B 277 entre Wetzlar et Butzbach fut déclassée en Landesstraße le 1er janvier 1995.

## Source
- (de) Cet article est partiellement ou en totalité issu de l’article de Wikipédia en allemand intitulé « Bundesstraße 277a » (voir la liste des auteurs).